# KF Istogu
KF Istogu (albanisch kurz für Klubi Futbollistik Istogu) ist ein Fußballverein mit Sitz in Istog, Kosovo. Der Verein spielt derzeit in der Liga e Parë.

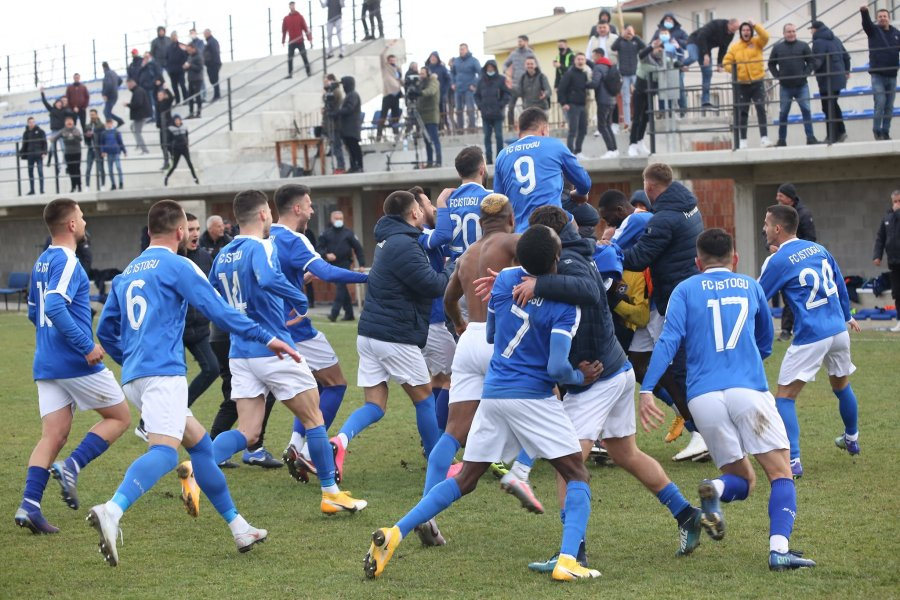
KF Istogu 2021

## Stadion
Der KF Istogu absolviert seine Spiele im Demush-Mavraj Stadion was 6.000 Plätze anbietet. Das Stadion wurde nach dem Vater vom albanischen Fußballspieler Mergim Mavraj, Demush Mavraj genannt. Das Stadion wurde in den letzten Jahren mehrfach erneuert. Es entstanden zwei einzelne Tribünen mit Plastiksitzen auf der Hauptseite und gegenüber entstand noch eine Tribüne. Momentan wird eine moderne Haupttribüne gebaut. Der Bau soll im Jahr 2021 enden und wird die UEFA-Kriterien erfüllen.